# Velasco de Taranta
Velasco de Taranta (ou Velascus ou Vasco de Taranta) foi um médico português formado em Montpellier e protomédico do rei da França e autor de um breve tratado sobre a peste De epidemia et peste, publicado pela primeira vez em castelhano por Pablo de Horus em 1494 e por Arnao Guillén de Brocar em Pamplona. Em ambas edições acompanhava o Compendio de la humana salud o Fasciculus medicinae de Johannes de Ketham. Também escreveu "Philonium … multo quam hactenus fuerit nuper vigilantius emendatum" em que dá conselhos sobre doenças oftalmológicas. Velasco recomenda por exemplo o recurso a sangrias e purgantes, a aplicação de compressas de linho embebidas em várias cozeduras emolientes, a abstenção de vinho e de carne, etc. Contra as dores das irites e outras conjuntivites, Velasco aconselhava que isolasse o paciente num quarto escuro, ao abrigo do vento e das poeiras, com frequente lavagens da vista inflamada.